# سانتا کروس دل رتامار
سانتا کروس دل رتامار (به اسپانیایی: Santa Cruz del Retamar) یک شهرستان در اسپانیا است که در استان تولدو واقع شده‌است.

## خصوصیات
سانتا کروس دل رتامار ۱۳۰ کیلومترمربع مساحت و ۲٬۵۵۵ نفر جمعیت دارد و ۶۰۳ متر بالاتر از سطح دریا واقع شده‌است.